# Salou Djibo
Salou Djibo, född 15 april 1965, är en nigerisk militär som dagen efter en militärkupp i landet den 18 februari 2010 utsågs till ledare för en militärjunta. I januari 2011 hölls presidentval i landet, och Mahamadou Issoufou segrade. Maktöverlämnandet gick fredligt till och Issoufou installerades som ny president den 7 april 2011.